# Witzmannsberg
Witzmannsberg är en kommun och ort i Landkreis Passau i Regierungsbezirk Niederbayern i förbundslandet Bayern i Tyskland.
Kommunen ingår i kommunalförbundet Tittling tillsammans med köpingen Tittling.